# 303 Dywizja Piechoty (III Rzesza)
303 Dywizja Piechoty (Dywizja Piechoty Döberitz) (niem. 303. Infanterie-Division) – niemiecka dywizja z czasów II wojny światowej, sformowana na poligonie Döberitz na mocy rozkazu z 31 stycznia 1945 roku, poza falą mobilizacyjną w III Okręgu Wojskowym.

## Struktura organizacyjna
- Struktura organizacyjna w styczniu 1945 roku:

300., 301. i 303. pułk grenadierów, 303. pułk artylerii, 303. batalion pionierów, 303. dywizyjny batalion fizylierów, 303. oddział przeciwpancerny, 303. oddział łączności, 303. polowy batalion zapasowy;

## Dowódca dywizji
- Generalleutnant Dr  Rudolf Hübner 31 I 1945 – IV 1945;

## Szlak bojowy
Dywizja walczyła nad Odrą. Obsadzała odcinek od Frankfurtu nad Odrą do Bad Muskau i została rozbita w czasie bitwy pod Halbe w kwietniu 1945 r. 